# 克里斯·雷
克里斯·雷（英語：Chris Rae，1980年7月20日—），澳大利亚男子举重运动员。他曾代表澳大利亚参加1998年、2002年和2006年英联邦运动会举重比赛，获得一枚金牌、一枚银牌和三枚铜牌。他也曾参加2000年夏季奥林匹克运动会。